# Vallabh Vidyanagar
Vallabh Vidyanagar är en ort i Indien.   Den ligger i distriktet Anand och delstaten Gujarat, i den västra delen av landet, 800 km sydväst om huvudstaden New Delhi. Vallabh Vidyanagar ligger 36 meter över havet och antalet invånare är 32 581.
Terrängen runt Vallabh Vidyanagar är mycket platt. Runt Vallabh Vidyanagar är det mycket tätbefolkat, med 1 177 invånare per kvadratkilometer. Närmaste större samhälle är Anand, 6,0 km öster om Vallabh Vidyanagar. Trakten runt Vallabh Vidyanagar består till största delen av jordbruksmark.